# Jurgen Mettepenningen
Jurgen Mettepenningen (8 september 1980) is de manager van de Belgische wielrenequipe Pauwels Sauzen-Bingoal. Daarnaast organiseerde hij ook wielerwedstrijden als het Cibel na-Tourcriterium te Sint-Niklaas en de Bollekescross te Hamme-Zogge, een jaarlijkse veldrit die onderdeel uitmaakt van het regelmatigheidscriterium van de Superprestige veldrijden.
Jurgen Mettepenningen verkocht in 2013 zijn twee wielerevents om zich nog meer te kunnen toeleggen op zijn wielerteam en met groot succes. Zo werd Klaas Vantornout al twee keer Belgisch kampioen en won Kevin Pauwels onder andere de Wereldbeker veldrijden. 
Sinds 2013 organiseert Mettepenningen ook het dancefestival Fantasia Festival